# 9417 Jujiishii
9417 Jujiishii este un asteroid din centura principală de asteroizi.

## Descriere
9417 Jujiishii este un asteroid din centura principală de asteroizi. A fost descoperit pe 17 noiembrie 1995 la Ōizumi de Takao Kobayashi. Asteroidul prezintă o orbită caracterizată de o semiaxă mare de 2,37 ua, o excentricitate de 0,22 și o înclinație de 5,7° în raport cu ecliptica.